# Freddy Eytan
Freddy Eytan est un diplomate, ancien ambassadeur et journaliste-écrivain israélien, né en janvier 1947.

## Biographie
Le père de Freddy Eytan, Ouzy, est d'origine italienne et fut un dirigeant sioniste qui a milité pour l'émigration des juifs de Tunisie en Palestine. Lors de l'occupation nazie, il est arrêté et envoyé dans un camp de travail forcé à Bizerte. Il réussit à s'évader et poursuivit ses activités pour la cause d'Israël en militant dans la clandestinité avec le Mossad le-Aliyah Bet.
En 1956, il fait son Alya avec sa famille et fonde avec un noyau d'amis le village agricole Nir Yaffé, situé près de Megiddo. En 1965, après ses études primaires et secondaires, Freddy Eytan s'engage dans les rangs de Tsahal. Durant plus de six ans, il est officier de presse à l'état-major et collabore étroitement avec le général David Elazar, chef de l'armée israélienne lors de la guerre de Kippour en 1973.
À la suite d'études pour une licence à l'université de Tel-Aviv, Freddy Eytan est envoyé par l'Agence juive en France comme moniteur de mouvement de jeunesse. À Paris, il poursuit ses études universitaires à l'université de Droit, d'Économie et de Sciences sociales et à l'Institut français de presse et des sciences de l'information.
En 1972, il est chargé de la documentation et de la presse à l'ambassade d'Israël à Paris. Après quatre années à ce poste, il est désigné par l'Autorité de la radiodiffusion et télévision israélienne comme correspondant permanent à Paris et chef du bureau en Europe. Il publie plusieurs scoops concernant par exemple l'affaire Abou Daoud, la prise d'otages dans un avion d'Air France et le détournement de celui-ci vers Entebbe ou le réacteur nucléaire Osirak construit par la France dans la banlieue sud-est de Bagdad. Dans le cadre de ses fonctions, il a publié de nombreux articles dans la presse israélienne et européenne et des interviews exclusives avec des dirigeants arabes et français.
De retour à Jérusalem, en 1981, il dirige le bureau étranger de la radiodiffusion israélienne, Kol Israel (« Voix d'Israël »), et devient rédacteur en chef du journal parlé international. Trois ans plus tard, il est promu comme directeur de l'Information à Kol Israël international. Dans cette nouvelle fonction, il est chargé de diffuser des informations « particulières » aux « Juifs du silence » installés en Union soviétique et lutte contre le brouillage des ondes.
En 1989, Eytan part pour Bruxelles, chargé de l'information et de la presse à l'ambassade d'Israël. Dans le cadre de ses activités, il fonde avec des professionnels de l'information l'APEJ, la première agence de presse juive en Europe et lance un bulletin quotidien. Il s’attelle également à constituer un « comité de vigilance » et un lobby pro-israélien au sein du Parlement européen. De retour à Jérusalem, il est chargé de mission au sein de la Chambre de commerce France-Israël.
Freddy Eytan a également enseigné les sciences de l'Information et les valeurs démocratiques israéliennes à l'université hébraïque de Jérusalem, à l'université Bar-Ilan, ainsi que dans les écoles de journalisme dont celle de Koteret affiliée à l'université de Tel-Aviv.
En 1996, Freddy Eytan retourne au ministère des Affaires étrangères comme conseiller politique et chargé au sein du cabinet du ministre de l'Information et de la presse. Il participe à toutes les rencontres et voyages diplomatiques et devient le porte parole de la délégation israélienne dans les négociations de paix avec les Palestiniens.
En octobre 1998, il est envoyé comme représentant de l'État d'Israël en Afrique du Nord et ouvre la première ambassade d'Israël en Mauritanie. Durant sa mission qui a duré trois ans, il renforce les relations bilatérales en particulier dans le domaine de la l'agriculture et la médecine. Il fonde un hôpital pour le dépistage et le traitement du cancer et organise des centaines d'opérations d'ophtalmologues israéliens contre la cataracte. À son retour, Freddy Eytan poursuit sa mission de conseiller diplomatique,.
Depuis 2005, il est chargé des affaires européennes au JCPA, le CAPE de Jérusalem (Centre des Affaires Publiques et de l'État) et il dirige le site Web en français, le CAPE.

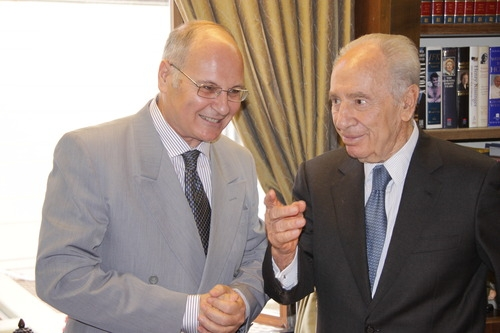
Freddy Eytan et Shimon Pérès

Politologue, Freddy Eytan a publié de nombreux ouvrages et enquêtes journalistiques et notamment des biographies de Shimon Pérès, Ariel Sharon et Benjamin Netanyahou,,.
Ses ouvrages et articles ont notamment été cités dans le Jerusalem Post, Le Monde,, Diplomatie, Israël Magazine, L'Express, Tribune Juive, The Toronto Star, The Métropolitain, The Gazette, Le Temps et le National Post,. Parmi les différentes chaînes de télévision à l'avoir interviewé figurent la chaîne internationale I24News,,, TF1, BFM TV, TV5, RFI, France 3 et France 24 ,,.

## Publications
Liste de ses livres publiés : 
- Bibi, le réveil du faucon- Éditions Alphée - 24 février 2011.  (ISBN 978-2-7538-0669-6).
- Sarkozy, Le monde juif et Israël - Éditions Alphée Jean-Paul Bertrand - Septembre 2009 - Paris.
- La Shoah- Éditions Alphée Jean-Paul Bertrand - Paris - 2010.  (ISBN 978-2-7538-0569-9)
- Les mass medias en Israël - Paris - 1972.
- La presse française pendant la guerre de Kippour - Paris - 1974.
- David et Marianne - Alain Moreau- Paris- 1986[22],[10].
- Le conflit Israélo-arabe de Balfour à nos jours -1988 - Akademon - Jérusalem.
- La Poudrière - Cid- Bruxelles - 1990.
- Shimon Pérès au carrefour du destin -Éditions du Rocher - Paris -1986.
- Keren Or - Yedioth  Aharonot - Tel-Aviv - 2004.
- La France Israël et les Arabes -Le double jeu ? - Jean Picollec - Paris- 2005[23].
- Les secrets d’un diplomate- avec Avi Pazner - Éditions du Rocher - Paris - 2005.
- Sharon, le bras de fer - Jean Picollec - Paris - 2006.
- L’autre visage d’Israël - Éditions du Rocher - Paris - 2006.
- (en) Sharon, a life in times of Turmoil - Studio 9 - New York - 2006.
- Les 18 qui ont fait Israël - Alphée - Paris - 2007.
- Israël : des frontières défendables pour la paix et la sécurité - JCPA - Jérusalem 2007 -  (ISBN 965-218-059-9)
- V.G, Taupe-secret à Jérusalem - Alphée - Paris - 2008[24].
- Sharon  O Braço de Ferro - Barcarolla - Sao Paulo - 2008.
- Les revendications légitimes de l'État d'Israël pour une paix juste et viable - JCPA - Jérusalem 2011. -  (ISBN 978-965-218-101-5)
- Les Echecs de la communauté internationale au Moyen-Orient (1916-2016) - JCPA-CAPE de Jérusalem - Jérusalem - 2016 -  (ISBN 978-965-218-129-9) .
- Cinquante ans d’activités diplomatiques pour aboutir à la paix – JCPA – Jerusalem - 2017[25]
- Adama - Israël, hier et aujourd'hui - Balland  (ISBN 978-2-940719-59-4)